# 13087 Chastellux
13087 Chastellux è un asteroide della fascia principale. Scoperto nel 1992, presenta un'orbita caratterizzata da un semiasse maggiore pari a 2,8754945 UA e da un'eccentricità di 0,0352279, inclinata di 1,50771° rispetto all'eclittica.